# 安德里伊夫卡 (庫爾涅市鎮)
50°29′36″N 28°1′49″E / 50.49333°N 28.03028°E
安德里伊夫卡（烏克蘭語：Андріївка）是位於烏克蘭北部的村莊，由日托米爾州日托米爾區的庫爾內市鎮負責管轄。該村始建於1898年，面積2.1平方公里，2001年人口440。